# Ефемероида
Ефемероида је вишегодишња зељаста биљка која у кратком временском периоду, када су услови за њу најповољнији, развија вегетативне и репродуктивне органе, рамножава се и плодоноси.

## Шумске ефемероиде
Ефемероиде које насељавају листопадне шуме умерене климе су хелиофитне биљке, али за разлику од типичних хелиофитних биљака које подносе високе температуре и водни дефицит, ове биљке су прилагођене на ниске температуре. Наиме, с обзиром да им је потребна светлост, у шуми је могу је имати пре него што дрвеће олиста (у пролеће), јер када се то деси, крошње заклањају светлост. Такође, светлост је доступна и у току јесени када лишће дрвећа опадне. У оба та периода температура како ваздуха, тако и земљишта је ниска. За ове биљке је период када дрвеће олиста неповољан и оне га преживљавају неактивно, тако што опстају само њихови подземни органи (корен, луковица, ризом, кртола).

## Ксерофите
Ксерофите које насељавају сушна станишта попут степе могу бити ефемероиде. Неке од њих су геофите, док друге прекидају своју метаболичку активност током сушног периода, да би је обновиле када има довољно влаге. То може да се дешава и више пута током године. Таква врста је Carex hostii. Код других, онтогенетско развиће се дешава само једном у току године - у току пролећа или јесени, као што је случај код врста родова Crocus и Allium. С обзиром на мезоморфну грађу надземних органа ових ефемероида и бујан развој у влажном периоду, понекад се убрајају у мезофите. На то указује и њихов повољан водни режим који се огледа у умереној транспирацији и већем садржају воде у листовима. За разлику од надземних, подземни органи показују знатну резистентност према дехидратацији.